# Рене Стъбс
Рене Стъбс  (английски: Rennae Stubbs) е професионална тенисистка от Австралия. През 1986 г., тя започва да участва в турнирите, организирани от Международната тенис-федерация (ITF). Само три години по-късно, австралийската тенисистка вече има възможност да премери сили с най-добрите тенисистки в състезанията, осъществяващи се под егидата на Женската тенис-асоциация (WTA).
Рене Стъбс записва името си сред най-добрите тенисистки, практикуващи играта на двойки със своите 70 титли. Това е рекорд, с който тя задминава и своята сънародничка Маргарет Корт, която има спечелени 52 титли. От съвременните професионални тенисистки единствено Кара Блек от Зимбабве представлява конкуренция за рекорда на Рене Стъбс със своите 63 титли. Първата си титла по двойки, австралийката печели през 1992 г., в японския град Осака, където заедно с чешката тенисистка Хелена Сукова побеждават във финалния мач американските представителки Санди Колинс и Рейчъл Маккуилън.
В турнирите от Големия шлем, Рене Стъбс има спечелени четири титли по двойки. Първата датира от „Откритото първенство на Австралия“ през 2000 г. Тогава пред родна публика, Рене Стъбс партнирайки си с американката Лиза Реймънд побеждава френско-швейцарския дует Мери Пиърс и Мартина Хингис с резултат 6:4, 5:7, 6:4. На следващата година (2001), Рене Стъбс и Лиза Реймънд „покоряват Уимбълдън“ този път елиминирайки на финала Ким Клейстерс и Ай Сугияма с резултат 6:4, 6:3. Отново през 2001 г., утвърдения дует между Рене Стъбс и Лиза Реймънд завоюва нова шампионска титла. Този път по време на „Откритото първенство на САЩ“, в чийто финален сблъсък австралийката и американската и партньорка надиграват Кимбърли По и Натали Тозиа с 6:2, 5:7, 7:5. През 2004 г., на 33-годишна възраст специалистката по двойки Рене Стъбс заедно с Кара Блек от Зимбабве печелят „Уимбълдън“, като във финалната фаза преодоляват съпротивата на Лизел Хубер от ЮАР и японската тенисистка Ай Сугияма с резултат 6:3, 7:6.
В професионалната си кариера, Рене Стъбс регистрира и четири загубени финала на двойки през годините в надпреварите за Големия шлем. Първото поражение датира от 1995 г., когато заедно с партньорката си Бренда Шулц губи титлата от „Откритото първенство на САЩ“ от Джиджи Фернандес и Наташа Зверева с 5:7, 3:6. Второто поражение на финал в турнир от Големия шлем е през 2002 г., когато австралийката тенисистка и Лиза Реймънд претърпяват поражение от Паола Суарес и испанката Вирхиния Руано Паскуал във финалната среща на „Ролан Гарос“ с 4:6 и 2:6.
Най-доброто си класиране в Световната ранглиста по двойки Рене Стъбс записва на 21.08.2000 г., когато заема престижната първа позиция.
На 14 юни 2010 г., Рене Стъбс завоюва своята рекордна 60-а титла на двойки от WTA-турнир. Заедно с американската си партньорка Лиза Реймънд, тя побеждава във финалната среща на турнира „АЕГОН Интернешънъл“ в Ийстбърн, чешката тенисистка Квета Пешке и словенката Катарина Среботник с резултат 6:2,2:6 и 13:11.